# 日本Web協会
日本Web協会（にほんウェブきょうかい、英文名 Japan Web Association）は、「日本語のウェブの質を向上させよう」をスローガンに森川眞行によって2007年2月に設立された一般社団法人。略称はJWA。

## 概要
インターネットに関わるあらゆる組織・団体、個人のハブとして、日本におけるWeb産業の中心的な推進役となり、インターネットが有効活用された豊かな社会の実現に寄与する。
日本語のウェブサイトに関わるあらゆる立場の法人や個人が、同じテーブルにつき議論を重ねることで学術的な蓄積を行うとともに、セミナーなどを通じて研究・教育・普及に努め、日本語のウェブサイトの質が向上することで多くの利用者の利便性が高まることを目的としている。中部支部、関西支部、沖縄支部を持つ。

## 沿革
- 2005年7月1日 - 日本WEBデザイナーズ協会設立。
- 2006年4月12日 - モバイルマーケティングソリューション協議会設立。
- 2012年7月1日 - 一般社団法人日本WEBデザイナーズ協会と統合し、一般社団法人　日本Webソリューションデザイン協会へ。
- 2015年6月12日 - 特定非営利活動法人日本ウェブ協会の意志を引き継ぎ、一般社団法人　日本Web協会に改称。[1]

## 主な活動
- ウェブ運営側と制作側を対象に、利便性向上を目的とした勉強会の実施
- 研究発表のためのシンポジウム及びカンファレンス
- 勉強会等の教材開発と提供、及び研究発表資料の提供
- 使いやすいウェブサイトを表彰するアワードの実施
- 地域開催を目的としたカンファレンスや、自治体との合同セミナー開催
- IT、インターネット団体との交流と、情報交換の場の提供
- 依頼に応じた講師の派遣
- Webアナリスト検定、Webディレクション検定の実施

## 理事・役員
| 役職名   | 氏名       | 備考                                                 |
| -------- | ---------- | ---------------------------------------------------- |
| 会長     | 掛田憲吾   | クロスコ株式会社                                     |
| 副会長   | 松田治人   | 株式会社フライング・ハイ・ワークス                   |
| 副会長   | 栗田哲朗   | 株式会社サイクロン・クリエイティブ                   |
| 専務理事 | 岸良征彦   | 常駐                                                 |
| 理事     | 阿形達志   | 元：株式会社チーターデジタル、現：株式会社阿形鉄工所 |
| 理事     | 井手高志   | 株式会社ギブリー                                     |
| 理事     | 小寺沢裕子 | ウズ株式会社                                         |
| 理事     | 鈴木良雄   | エレクス株式会社                                     |
| 理事     | 中川雅史   | 株式会社アンティー・ファクトリー                     |
| 理事     | 中西誠     | 株式会社ディプレ                                     |
| 理事     | 渡邊隆     | 株式会社アジャスト                                   |
| 監事     | 高橋一男   | 株式会社ディーネット                                 |

## 書籍
- サイトの改善と目標達成のための Web分析の教科書（マイナビ）
- Webディレクション標準スキル152 企画・提案からプロジェクト管理、運用まで（アスキー・メディアワークス）